# Brunner (Nouvelle-Zélande)
Pour les articles homonymes, voir Brunner.
Brunner est un village côtier du nord-ouest de l'Île du Sud de la Nouvelle-Zélande.
Brunner est situé à 12 km à l'est de Greymouth sur la rive sud de la Grey River. La ville est située sur le trajet de la Midland Line, principale ligne de chemin de fer de l'île.
Historiquement, la ville est très liée à l'industrie minière de charbon. La ville est le théâtre d'une catastrophe minière en 1896 qui tue soixante-cinq mineurs. La ville comprend néanmoins d'autres industries de premier plan comme l'exploitation forestière.
La ville, anciennement nommée Brunnerton, fut baptisée en hommage à l'explorateur Thomas Brunner qui y découvrit le premier le charbon.